# Лісабонська угода
Лісабо́нський до́гові́р (спочатку відомий як До́гові́р про реформува́ння) — сучасна базова угода щодо принципів функціонування Європейського Союзу. Офіційно іменується Лісабонський договір про внесення змін в Договір про Європейський Союз й Договір про заснування Європейської Спільноти (англ. Treaty of Lisbon amending the Treaty on European Union and the Treaty establishing the European Community). Офіційне підписання Лісабонського договору відбулося 13 грудня 2007 року, після чого документ підлягав ратифікації національними парламентами 27 держав Європейського Союзу. Станом на 13 листопада 2009 року Договір затвердили всі 27 держав. Договір набрав чинності 1 грудня 2009 року.
Лісабонський договір був покликаний замінити проєкт Конституції Європи, прийняття якої практично провалилося. Угода містить зміни, що включали перехід від одностайности до голосування кваліфікованою більшістю принаймні в 45 сферах політики в Раді міністрів, зміни розрахунку такої більшости на нову подвійну більшість, більш потужний Європейський парламент, який формує двопалатний законодавчий орган поряд з Радою міністрів за звичайною законодавчою процедурою, консолідовану правосуб'єктність Європейського Союзу і створення посади Президента Європейської Ради та Високого представник Європейського Союзу із закордонних справ і політики безпеки. Договір також зробив Білль про права Союзу, Хартію основних прав, юридично обов’язковою. Уперше договір надав державам-членам чітке юридичне право вийти з Європейського Союзу і прописав процедуру, за якою це можна зробити.
Заявленою метою договору було «завершити процес, розпочатий Амстердамським договором (1997) і Ніццьким договором (2001) з метою підвищення ефективности та демократичної легітимности Європейського Союзу та покращення узгоджености його дій». Противники Лісабонського договору, такі як колишній член Європейського парламенту (ЄП) від Данії Єнс-Петер Бонде, стверджували, що він централізує Європейський Союз і послабить демократію через «переміщення влади» від національних електоратів. Прихильники стверджують, що це привносить більше стримувань і противаг у систему ЄС, з більшими повноваженнями для Європейського парламенту та новою роллю для національних парламентів.
Переговори про зміну інституцій ЄС почалися в 2001 році, у результаті чого спочатку був запропонований Договір про створення Конституції для Європи, який мав би скасувати існуючі європейські договори та замінити їх «Конституцією». Незважаючи на ратифікацію більшістю держав-членів, від цього відмовилися після того, як його відхилили 55% виборців Франції 29 травня 2005 року, а потім 61% виборців Нідерландів 1 червня 2005 року. Після «періоду роздумів» держави-члени замість цього погодилися зберегти існуючі договори та внести до них поправки, щоб ввести в закон низку реформ, які були передбачені в Конституції. У 2007 році в Лісабоні був складений і підписаний договір про внесення змін до реформаційного договору. Спочатку передбачалося, що він буде ратифікований усіма державами-членами до кінця 2008 року. Цей графік провалився, насамперед через початкову відмову від Договору в червні 2008 року ірландськими виборцями, рішення, яке було скасовано на другому референдумі в жовтні 2009 року після того, як Ірландія зробила ряд поступок, пов’язаних з договором.

## Історія

### Передумови
Необхідність перегляду конституційних рамок Європейського Союзу, особливо у світлі вступу десяти нових держав-членів у 2004 році, була підкреслена в декларації, доданій до Ніццького договору  в 2001 році. Ніццький договір проклав шлях до подальшого розширення ЄС шляхом реформування процедур голосування. Лакенська декларація від грудня 2001 року зобов’язала ЄС покращувати демократію, прозорість та ефективність, а також встановила процес, за допомогою якого може бути створена Конституція, спрямована на досягнення цих цілей. Було створено Європейський конвент під головуванням колишнього президента Франції Валері Жискар д'Естена, якому було поставлено завдання якомога ширше проводити консультації по всій Європі з метою розробки першого проєкту Конституції. Остаточний текст запропонованої Конституції було узгоджено на саміті 18–19 червня 2004 року під головуванням Ірландії.
До Лісабонського договору в Європейському Союзі не було жодного чіткого закону про регулювання іноземних інвестицій.
Конституція, погоджена главами урядів 25 держав-членів, була підписана на церемонії в Римі 29 жовтня 2004 року. Однак перш ніж набути чинности, її повинні були ратифікувати всі держави-члени. Ратифікація мала різні форми в кожній країні, залежно від традицій, конституційних домовленостей і політичних процесів кожної держави. У 2005 році на референдумах у Франції та Нідерландах Європейська Конституція була відхилена. Хоча більшість держав-членів уже ратифікували Європейську Конституцію (здебільшого через парламентську ратифікацію, хоча Іспанія та Люксембург провели референдуми), через вимогу одностайності для внесення змін до договорів ЄС стало зрозуміло, що вона не може вступити в силу. Це призвело до «періоду роздумів» і політичного кінця запропонованої Європейської Конституції.

### Новий поштовх

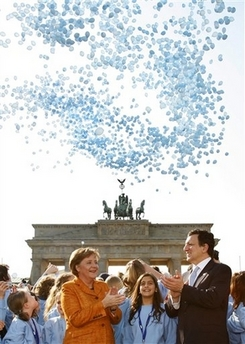
50-річчя влітку 2007 р., Берлін (Меркель і Баррозу)

У 2007 році Німеччина прийняла ротаційне головування в ЄС і оголосила період роздумів завершеним. До березня, до 50-ї річниці Римських договорів, Берлінська декларація була прийнята всіма державами-членами. Ця декларація окреслила намір усіх держав-членів узгодити новий договір до парламентських виборів 2009 року, тобто ратифікувати договір до середини 2009 року. 
Ще до Берлінської декларації Група Амато (офіційно Комітет дій за європейську демократію, ACED) – група європейських політиків за підтримки Комісії Баррозу з двома представниками в групі неофіційно працювала над переписуванням Договору про створення Конституції для Європи. 4 червня 2007 року група опублікувала свій текст французькою мовою – скорочено з 63 000 слів у 448 статтях Договору про створення Конституції для Європи до 12 800 слів у 70 статтях. У Берлінській декларації лідери ЄС неофіційно встановили новий графік для нового договору:
- 21–23 червня 2007 р.: засідання Європейської Ради в Брюсселі, мандат Міжурядової конференції (МУК)
- 23 липня 2007: МУК у Лісабоні, текст Договору про реформу;
- 7–8 вересня 2007: зустріч міністрів закордонних справ;
- 18–19 жовтня 2007: Європейська рада в Лісабоні, остаточна угода щодо Договору про реформу;
- 13 грудня 2007: Підписання в Лісабоні;
- 1 січня 2009: запланована дата набрання чинности.

### Складання проєкту

#### Європейська рада в червні 2007 року
21 червня 2007 року Європейська рада глав держав і урядів зібралася в Брюсселі, щоб узгодити основу нового договору, який замінить відхилену Конституцію. Зустріч відбулася під час головування Німеччини в ЄС, а канцлерка Ангела Меркель очолила переговори як чинний президент Європейської ради. Після вирішення інших питань, таких як ухвалення рішення про приєднання Кіпру та Мальти до єврозони, переговори щодо Договору перейшли до ранку 23 червня 2007 року. Як повідомляється, найскладнішою частиною переговорів було наполягання Польщі на квадратному голосуванні в Раді міністрів .
Члени Європейського круглого столу промисловців (ERT) зробили внесок у підготовку Лісабонської програми, яка мала на меті зробити Європу «найбільш конкурентоспроможною та динамічною економікою світу, заснованою на знаннях» до 2010 року. Але виконання Порядку денного було менш вражаючим, ніж заяви, зроблені під час його ухвалення Європейською Радою в березні 2000 року. Члени ERT постійно наголошували на необхідності кращої роботи національних урядів щодо досягнення Лісабонських цілей у визначені терміни, які інакше ризикували б залишитися поза межами розуміння Європи. У наступні роки ERT регулярно брав участь у дебатах про те, як забезпечити кращу реалізацію Лісабонської програми в усіх державах-членах ЄС, включно зі способами сприяння інноваціям і досягнення більших галузевих інвестицій у дослідження та розробки в Європі.
Було досягнуто згоди щодо 16-сторінкового мандату для міжурядової конференції, яка пропонувала видалити значну частину конституційної термінології та багатьох символів зі старого тексту Європейської конституції. Крім того, було погоджено рекомендувати МУК внести зміни до положень старої Європейської конституції в певних ключових аспектах (таких як голосування чи зовнішня політика). Через тиск Сполученого Королівства та Польщі було також вирішено додати протокол до Хартії основних прав Європейського Союзу (з уточненням, що він не розширює права судів скасовувати національне законодавство Британії чи Польщі). Серед конкретних змін були більша можливість відмовитися від участі в певних сферах законодавства та те, що запропонована нова система голосування, яка є частиною Європейської Конституції, не використовуватиметься до 2014 року (див. Положення нижче).
На червневому засіданні також з’явилася назва «Договір про реформи», остаточно пояснюючи, що конституційний підхід було залишено. Технічно було домовлено, що Договір про реформу внесе зміни як до Договір про Європейський Союз (TEU), так і до Договір про заснування Європейської Спільноти (TEC), щоб включити більшість положень Європейської Конституції, але не об’єднувати їх в один документ. Було також погоджено перейменувати договір про заснування Європейського Спільноти, який є основною функціональною угодою, що включає більшість основних положень європейського первинного права, на «Договір про функціонування Європейського Союзу». Крім того, було погоджено, що на відміну від Європейської конституції, де хартія є частиною документа, буде лише посилання на Хартію основних прав Європейського Союзу, щоб зробити цей текст юридично обов’язковим. Після ради Польща заявила, що хотіла б знову обговорити деякі сфери. У червні польський прем’єр-міністр неоднозначно заявив, що Польща мала б значно більше населення, якби не Друга світова війна. Інша проблема полягала в тому, що прем'єр-міністр Нідерландів Ян-Пітер Балкененде домігся посилення ролі національних парламентів у процесі прийняття рішень в ЄС, оскільки він заявив, що це не підлягає обговоренню в угоді з Нідерландами.

#### Міжурядова конференція (2007)
Португалія чинила тиск і підтримувала Німеччину, щоб вона досягла згоди щодо мандату на Міжурядову конференцію (МУК) під її головуванням. Після червневих переговорів і остаточного врегулювання 16-сторінкової основи для нового Договору про реформування 23 липня 2007 року розпочалася Міжурядова конференція з фактичного написання нового договору. МУК відкрився після короткої церемонії. Президентство Португалії представило 145-сторінковий документ (з додатковими 132 сторінками 12 протоколів і 51 декларації) під назвою «Проєкт договору про внесення змін до Договору про Європейський Союз і Договору про заснування Європейської Спільноти» та оприлюднило його на вебсайті Ради міністрів як відправна точка для процесу складання.
Крім представників уряду та вчених-юристів від кожної держави-члена, Європейський парламент направив трьох представників. Це були консерватор Елмар Брок, соціал-демократ Енріке Барон Креспо та ліберал Ендрю Дафф.
Перед відкриттям МУК польський уряд висловив бажання переглянути червневу угоду, зокрема щодо системи голосування, але поступився під політичним тиском більшості інших держав-членів через бажання не виглядати єдиним порушником переговорів.

#### Європейська рада в жовтні 2007 року
Жовтневе засідання Європейської ради, очолюване прем’єр-міністром Португалії, а тоді чинним президентом Європейської ради Жозе Сократешом, складалося з юридичних експертів з усіх держав-членів, які ретельно вивчали остаточні проєкти Договору. Під час ради стало зрозуміло, що Договір про реформування буде називатися «Лісабонський договір», оскільки його підписання відбудеться в Лісабоні — Португалія, яка на той час головувала в Раді Європейського Союзу.
На засіданні Європейської Ради 18 і 19 жовтня 2007 року в Лісабоні в останню хвилину було зроблено кілька поступок, щоб забезпечити підписання договору. Це включало надання Польщі дещо жорсткішого формулювання відновленого Йоанінського компромісу, а також призначення додаткового генерального адвоката в Суді Справедливости. Створення постійного «польського» генерального адвоката було формально дозволено збільшенням кількості генеральних адвокатів з 8 до 11. Незважаючи на ці поступки та зміни, Жискар д'Естен заявив, що угода включала ті самі інституційні реформи, що й у відхиленій Конституції, але лише без формулювань і символів, які вказували на те, що Європа може мати «формальний політичний статус». Ці «скоріше символічні, ніж суттєві» поступки були розроблені, щоб «запобігти будь-якій загрозі референдумів», яка вбила Конституцію.

### Підписання
На засіданні Європейської Ради в жовтні 2007 року Португалія наполягала на підписанні Договір (тоді він називався «Договір про реформи») у Лісабоні, столиці Португалії. Це прохання було задоволено, і, таким чином, Договір мав називатися Лісабонським договором відповідно до традиції договорів Європейського Союзу. Португальське головування було призначено організувати програму для церемонії підписання.
Підписання Лісабонського договору відбулося в Лісабоні, Португалія, 13 грудня 2007 року. Уряд Португалії, головуючи на той час у Раді Європейського Союзу, влаштував церемонію в монастирі Жеронімуш XVI століття, у тому самому місці, де в 1985 році було підписано договір про вступ Португалії до Європейського Союзу (ЄС). Були присутні представники 27 держав-членів ЄС, які підписали Договір як уповноважені представники, ознаменувавши завершення переговорів щодо договору. Крім того, вперше угоду про ЄС також підписали президенти трьох основних інституцій ЄС.
Прем'єр-міністр Сполученого Королівства Ґордон Браун не брав участи в основній церемонії, а замість цього підписав угоду окремо через кілька годин після інших делегатів. Причиною його відсутності була названа вимога з'явитися перед комітетом британських депутатів.

### Схвалення Європейським парламентом
20 лютого 2008 року Європейський парламент проголосував за необов’язкову резолюцію, яка схвалює Лісабонську угоду, 525 голосами «за» та 115 «проти» на основі аналізу наслідків угоди, проведеного доповідачами Парламенту Річардом Корбеттом та Ініґо Мендесом де Віґо. Вони були доповідачами парламенту з конституційного договору.

### Ратифікація (2009)

Порядок, у якому країни ратифікували Договір (зелений).

Усі держави-члени мали ратифікувати Договір, перш ніж він міг набути чинности. Національна ратифікація була завершена, коли документи про ратифікацію були подані до уряду Італії. Через місяць після депонування останньої національної ратифікації Договір набув чинності в усьому Європейському Союзі.
Згідно з початковим графіком, встановленим Німеччиною, яка головувала в Раді Європейського Союзу в першій половині 2007 року, Договір спочатку планувалося повністю ратифікувати до кінця 2008 року, таким чином він мав набути чинности 1 січня 2009 року. Однак цей план зазнав невдачі, насамперед через те, що в 2008 році ірландський електорат на референдумі спочатку відхилив Договір, рішення було скасовано на другому референдумі в жовтні 2009 року. Ірландія, як того вимагає її конституція, була єдиною державою-членом, яка проводила референдуми щодо Договору.
У Сполученому Королівстві законопроєкт про Європейський Союз (з поправками) обговорювався в Палаті громад 21 січня 2008 року і того ж дня був прийнятий у другому читанні 362 голосами проти 224; Прем'єр-міністр Ґордон Браун був відсутній того дня; законопроєкт був запропонований Палаті громад Девідом Мілібендом.
Чеська ратифікаційна грамота була останньою, яка була передана на зберігання в Римі 13 листопада 2009 року. Таким чином, Лісабонський договір набув чинности 1 грудня 2009 року.

### Наслідки
Точний вплив договору на функціонування Європейського Союзу залишив відкритим багато питань (невизначеність, яка призвела до закликів до ще одного нового договору у відповідь на економічну кризу наприкінці 2000-х років). Якщо оцінити його вплив, то найбільше виграли від Лісабону парламент із збільшенням його влади та Європейська рада. Перші місяці правління в Лісабоні, ймовірно, відбулися переміщенням влади та керівництва від Комісії, традиційного двигуна інтеграції, до Європейської Ради з її новим постійним і довгостроковим президентом. Розкол між президентами Європейської комісії та Європейської ради включав збіги, потенційне суперництво та громіздкі компроміси, наприклад, участь обох президентів у міжнародних самітах, теоретично кожен зі своїми обов’язками, але неминуче зі значною сірою зоною. Існували певні очікування, що посади можуть бути об’єднані — як це дозволено новою угодою — у 2014 році, коли закінчився термін дії їхніх двох мандатів.
Парламент використав свої більші повноваження щодо законодавства, а також, наприклад, щодо призначення Комісії, щоб отримати додаткові привілеї від президента Баррозу, і він використав свої бюджетні повноваження як право вето на те, як має бути створена Служба зовнішньої діяльності. Він також застосував свої нові повноваження щодо міжнародних угод, щоб швидко заблокувати угоду про обмін даними SWIFT із США і погрожував зробити це щодо угоди про вільну торгівлю з Південною Кореєю.
Процес ратифікації вплинув на перерозподіл розділених повноважень. Як і Комісія, Рада міністрів відносно втратила владу через Лісабонський договір. Її динаміка також змінилася, оскільки держави-члени втратили право вето в низці сфер. Як наслідок, їм довелося швидше знаходити сильніші аргументи, щоб виграти голосування. Головування в Раді, яке продовжує чергуватися між державами-членами кожні шість місяців, втратило вплив: прем’єр-міністр відповідної держави більше не головує в Європейській раді, а її міністр закордонних справ більше не представляє Європейський Союз закордоном (тобто Високий представник).

## Правосуб'єктність Європейського Союзу
Незважаючи на набуття Європейським Союзом повної міжнародної правосуб’єктності після набуття чинності Лісабонського договору, ЄС не досяг справді унітарної особистості. Одна з Європейських Спільнот залишилася окремим міжнародним органом, хоча й під спільним управлінням з ЄС, а саме:
- Європейська спільнота з атомної енергії.

Крім того, один з інститутів ЄС зберіг часткову незалежність на міжнародному рівні та за певних умов вважається окремим міжнародним органом, уповноваженим укладати договори, а саме:
- Європейський центральний банк.

Крім того, ряд органів, створених спеціальними договорами, продовжують існувати як міжнародні організації, технічно самі по собі, але, незважаючи на це, вважаються елементами ЄС, оскільки їхнє членство юридично обмежене виключно членами ЄС і може бути припинено у разі виходу держави-члена ЄС, тоді як їхні установчі договори наділяють різні повноваження щодо них в інституціях ЄС; ці органи:
- Група Європейського інвестиційного банку
  - Європейський інвестиційний банк
  - Європейський інвестиційний фонд
  - інститут ЄІБ
- Європейський університетський інститут
- Європейський стабілізаційний механізм
- Єдиний патентний суд

У внутрішніх відносинах всередині ЄС його правосуб’єктність ще більше фрагментується, оскільки кожне з агентств, децентралізованих незалежних органів, корпоративних органів і спільних підприємств Європейського Союзу та Євратому вважається юридичною особою за власним правом, відмінним від юридичної особи. особистість ЄС в цілому.

## Функціонування
Як договір про внесення змін, Лісабонський договір не має на меті розглядатися як окремий текст. Він складається з низки поправок до Договору про Європейський Союз («Маастрихтський договір») та Договору про заснування Європейського співтовариства («Римський договір»), останній перейменований на «Договір про функціонування Європейського Союзу» в процесі . Зі змінами, внесеними Лісабонським договором, Договір про Європейський Союз містить посилання на Хартію основних прав ЄС, що робить цей документ юридично обов’язковим. Таким чином, Договір про Європейський Союз, Договір про функціонування Європейського Союзу та Хартія основних прав мають однакову юридичну цінність і разом складають правову основу Європейського Союзу.

Типовою поправкою до тексту Лісабонського договору є:
|  | До статті 7 вносяться наступні зміни: (a) у тексті статті слово «схвалення» замінити словом «згода», посилання на порушення «принципів, зазначених у статті 6(1)» замінити посиланням на порушення «цінностей, зазначених у статті 2», а слова «цього Договору» замінити словами «Договорів»; |

Комісія опублікувала консолідований текст (кожною мовою спільноти), який показує попередні договори, переглянуті Лісабонським договором.

## Хартія основних прав

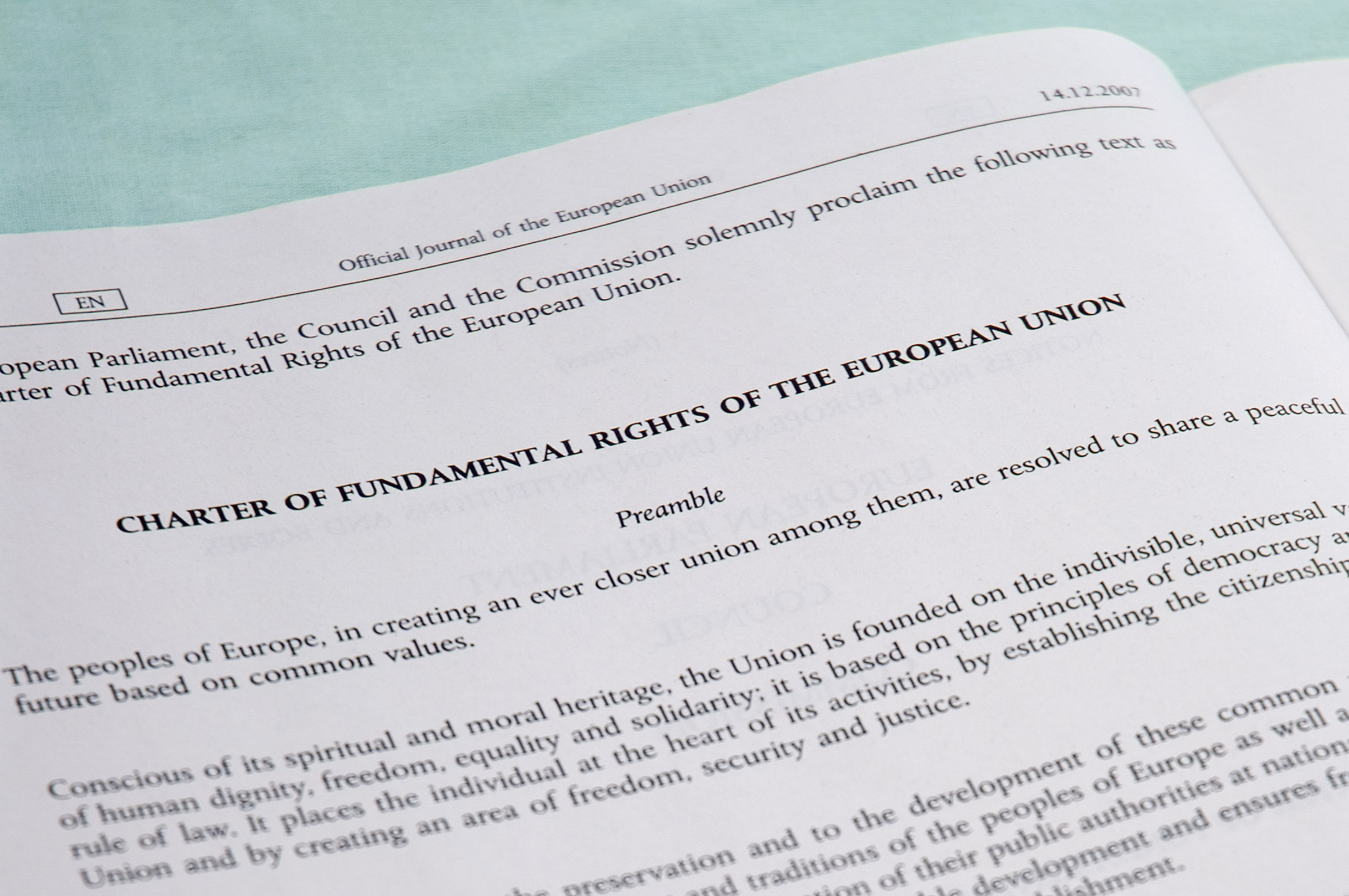
Хартія прав забороняє, серед іншого, смертну кару та євгеніку.

П'ятдесят п'ять статей Хартії основних прав Європейського Союзу закріплюють певні політичні, соціальні та економічні права громадян і резидентів Європейського Союзу в законодавстві ЄС. Хартія була розроблена Європейською конвенцією та урочисто проголошена 7 грудня 2000 року Європейським парламентом, Радою міністрів та Європейською комісією. Однак її тодішній правовий статус був невизначеним, і він не мав повної юридичної сили до набуття чинности Лісабонським договором 1 грудня 2009 року.
У відхиленому Договорі про створення Конституції для Європи хартія була включена як частина самого договору. Однак у Лісабонській угоді хартія включена шляхом посилання та має правовий статус, але не є частиною договорів. ЄС повинен діяти та приймати закони відповідно до Хартії, а суди ЄС скасовуватимуть законодавство ЄС, яке йому суперечить. Хартія стосується лише держав-членів ЄС у частині імплементації законодавства ЄС і не розширює повноваження ЄС за межі його повноважень, визначених у договорах.

## Основні реформи
- запровадження посади Високого представника із закордонних справ та політики безпеки, який представлятиме Союз на міжнародній арені, а також «постійного» Голови Європейської Ради (яка стає інституцією ЄС), котрого обиратимуть на 2,5 року, що забезпечить більшу узгодженість зовнішньої діяльності Союзу.
- голосування за кваліфікованою більшістю (необхідно мати 55 % країн-членів, які представляють не менше 65 % населення ЄС для прийняття рішення) почнеться з 2014 року, з врахуванням «компромісу Іоанніна», який дозволяє до 2017 року будь-якій групі країн-членів ЄС (не менше чотирьох) вимагати нового обговорення текстів офіційних документів
- посилена роль національних парламентів. Законодавчі пропозиції Європейського Союзу («зелені книги», «білі книги», комунікації і законодавчі програми) відтепер скеровуються в національні парламенти для їх детального вивчення і тільки після цього виносяться на прийняття в ЄС.
- кількість депутатів Європейського Парламенту мала зменшитися з 785 до 750, починаючи з 2009 року, тобто після виборів до Європарламенту. Кількість депутатів визначається за коефіцієнтом від кількості населення країн-членів.
- Європейська рада набула статусу офіційного органу ЄС, наділеного функцією координації економічних політик країн-членів зони євро.
- в Європейському Суді створено три додаткові посади генеральних адвокатів, з яких одну займає представник Польщі, що було зроблено на вимогу останньої.
- Хартія основних прав, яка набрала чинності в усіх країнах-членах Європейського Союзу, окрім Великої Британії і Польщі, визначає обов'язковість дотримання прав людини.
- стосовно контролю за імміграцією в проєкті договору вказано, що ЄС розвиває політику, спрямовану на «забезпечення контролю осіб і ефективне спостереження перетину зовнішніх кордонів».

## Цілі та цінності ЄС
Договір гарантує, що Європейський Союз буде:
• Забезпечувати людям простір свободи, безпеки та правосуддя без внутрішніх кордонів. 
• Працювати задля сталого розвитку Європи на основі збалансованого економічного зростання та стабільності цін, високо конкурентоспроможної соціальної ринкової економіки, спрямованої на повну зайнятість та соціальний прогрес з високим рівнем захисту навколишнього середовища. 
• Боротися проти соціального відчуження та дискримінації, сприяти соціальній справедливості та соціальному захисту. 
• Сприяти економічній, соціальній та територіальній згуртованості та солідарності держав-членів. 
• Залишатися відданим економічному та валютному союзу, валютою якого є євро. 
• Підтримувати та поширювати цінності Європейського Союзу за його межами та робити свій внесок у мир, безпеку, сталий розвиток Землі, солідарність та взаємоповагу серед народів, вільну та чесну торгівлю та подолання бідності. 
• Робити внесок у захист прав людини, зокрема прав дитини, а також суворо дотримуватися та розвивати міжнародне право, зокрема дотримання принципів Хартії ООН.

## Положення Лісабонського договору
Більше демократії, більше відкритості 
Договір зміцнює голос громадянина в процесі ухвалення рішень 
Новий інструмент залучення громадян до ухвалення рішень – так звана «Ініціатива громадян» - означає, що один мільйон осіб з декількох держав-членів може подати петицію до Європейської Комісії для внесення пропозицій щодо тих чи інших законопроєктів. Таким чином, громадяни вперше отримують можливість прямо висловлюватися щодо законотворчого процесу в Європейському Союзі. 
Договір збільшує кількість сфер діяльності ЄС, щодо яких Європейський Парламент та Рада Міністрів діятимуть за процедурою «спільного ухвалення рішень». Це означає, що депутати ЄП, обрані напряму громадянами ЄС, мають більший вплив на законодавство та бюджет Союзу. 
Крім того, національні парламенти країн-членів отримали більше можливостей безпосередньо впливати на процес ухвалення рішень в ЄС. Нова система так званого завчасного попередження надає їм право вносити коментарі до законопроєктів. Це гарантуватиме, що Європейський Союз не перебирає на себе вирішення питань, які краще розв’язувати на національному або місцевому рівнях. 
Швидше та ефективніше ухвалення рішень 
Лісабонський договір спрощує процедури ухвалення рішень у ЄС 
У Раді Міністрів більше питань вирішуються голосуванням кваліфікованою більшістю - замість процедури одностайного ухвалення рішень. Це робить реалізацію потрібних заходів швидшою та ефективнішою. 
Від 2014 року голосування кваліфікованою більшістю означатиме, що рішення Ради Міністрів потребуватимуть підтримки 55% держав-членів, які представляють щонайменше 65% населення ЄС. Така система надає ухваленим рішенням подвійної легітимності. Будь-які пропозиції щодо поширення голосування кваліфікованою більшістю на нові сфери діяльності ЄС здійснюються в межах чітких правил. Кожна держава-член ЄС повинна погодитися з будь-якою такою зміною, але національні парламенти матимуть право вето. 
Проте вирішення питань у таких важливих сферах політики як оподаткування та оборона й надалі потребуватимуть одностайності в голосуванні. 
Модернізуючи інституції ЄС 
Ключова мета Лісабонського договору - оновити керівні інституції Європейського Союзу та зробити їх демократичнішими 
Запроваджено нову посаду Високого представника з закордонних справ та безпекової політики, який водночас є Віце-президентом Європейської Комісії. Це зроблено для ефективнішої діяльності ЄС на міжнародній арені та задля кращого захисту інтересів та цінностей Союзу за кордоном.
Також створено посаду Президента Європейської Ради. Європейська рада обирає свого Президента на термін до 5 років. Мета створення нової посади полягає в забезпеченні постійності та узгодженості у здійсненні Європейською Радою своїх функцій. Це робить також більш прозорою та послідовною діяльність усього ЄС. Президента Європейської Комісії обирає Європейський Парламент за пропозицією Європейської Ради. 
Лісабонський договір закріплює та оновлює багато економічних положень, що їх містять попередні договори ЄС. Також він додає низку нових важливих сфер. 
Економічна політика 
Договір закріплює зобов’язання досягти економічного та валютного союзу - із євро як валютою ЄС.  Сьогодні євро є валютою 19 держав-членів Європейського Союзу. 
Економічний та валютний союз є основною метою ЄС. Він потрібен для забезпечення повернення Європи до добробуту та зайнятості.
Європейський Союз у світі 
ЄС зобов’язується поширювати його цінності у світі
шляхом підтримки: 
• миру та безпеки 
• стабільного та збалансованого розвитку Землі 
• солідарності та взаємоповаги народів 
• вільної та чесної торгівлі 
• подолання бідності 
• захисту прав людини 
• дотримання міжнародного права і його покращення, як це визначено, зокрема, у Хартії ООН. 
Запровадження вищезгаданої посади Високого представника ЄС з закордонних справ та безпекової політики / Віце-президента Європейської Комісії надає більшої послідовності зовнішній діяльності Союзу й дозволяє йому мати єдину позицію на міжнародній арені. Лісабонський договір передбачає також створення Європейської служби зовнішньої дії, покликаної підтримувати Високого представника у його діяльності. 
Безпека та оборона 
Лісабонський договір чіткіше визначає роль ЄС у сфері спільної зовнішньої та безпекової політики. Рішення з питань оборони потребують одностайного схвалення всіма 27 державами-членами ЄС. 
Ті місії, які ЄС виконував за його межами, мали на меті підтримку миру, попередження конфліктів та зміцнення міжнародної безпеки у контексті Хартії ООН. 
Договір розширює відповідні повноваження Європейського Союзу. Тепер до них входять операції з роззброєння, консультації та допомога з військових питань, а також допомога у відновленні стабільності після конфліктів. 
Також Договір надає можливість тіснішої співпраці у сфері оборони між тими державами-членами ЄС, які цього забажають. 
Крім цього, Лісабонський договір передбачає надання державами-членами цивільних та військових сил, потрібних для імплементації Спільної оборонної та безпекової політики. Договір визначає роль Європейської оборонної агенції. 
Лісабонський договір містить підпункт про солідарність у разі, якщо держава-член стає жертвою терористичної атаки, природної або техногенної катастрофи. 
Правосуддя та злочинність 
Лісабонський договір містить нові важливі положення, які зміцнюють ЄС у боротьбі з міжнародною транскордонною злочинністю, нелегальною міграцією, торгівлею людьми, зброєю та наркотиками. 
Лісабонський договір робить цю сферу більш прозорою, зміцнює роль Європейського Парламенту та Європейського Суду. Крім того, він прискорює процес ухвалення рішень, збільшуючи кількість сфер, рішення у яких ухвалюють кваліфікованою більшістю.
Крім цього, привнесені Лісабонським договором нові елементи допомагають Союзу та державам-членам забезпечити ефективніший захист фінансових інтересів та боротьбу з транскордонною злочинністю. 
Водночас ці нові положення враховують розмаїття правових систем та традицій держав-членів ЄС. Зокрема, передбачено право держави-члена не брати участі у нових заходах, якщо вона вважає, що ті впливатимуть на засадничі аспекти її системи правосуддя. 
Окремий виняток у Лісабонському договорі зроблено для Ірландії та Сполученого Королівства. Вони мають спільну правову систему та не є членами Шенгенської системи прикордонного контролю. Згідно зі спеціальними домовленостями, цим країнам дозволено вирішувати в кожній окремій ситуації, чи бути стороною законодавства ЄС у цій сфері. 
Соціальна політика 
Лісабонський договір робить більш амбітними соціальні цілі ЄС. Йдеться про те, що Союз при виробленні своїх політик та в усіх своїх діях братиме до уваги потребу досягнення високого рівня зайнятості. 
Визнаною є ключова роль сфер економічних послуг - громадського транспорту, телекомунікацій, поштової служби, газо- та електропостачання. Роль ЄС тут обмежена, держави-члени мають більше свободи й гнучкості у постачанні та організації цих послуг і керуванні ними задля ефективної відповіді на потреби всередині країни. 
ЄС має утримуватися від будь-яких дій, що можуть послабити роль держави-члена у забезпеченні охорони здоров’я, діяльності соціальних служб, поліції та служб безпеки. Також це стосується державних шкіл.
Оплата праці, право на об’єднання та правила з організації страйків так само залишаються компетенцією держав-членів ЄС. 
Нові сфери співпраці 
Договір містить важливі положення щодо низки нових сфер політики, зміцнюючи ЄС у боротьбі з міжнародною транскордонною злочинністю, нелегальною міграцією, торгівлею жінками та дітьми, наркотиками та зброєю. 
Але особливо актуальними в сучасному світі є зміни клімату та енергетика. 
Зміни клімату. Договір надає пріоритетності меті ЄС щодо просування стабільного та збалансованого розвитку в Європі на основі високого рівня захисту та поліпшення довкілля. 
Він містить зобов’язання ЄС щодо просування на міжнародному рівні заходів, покликаних подолати регіональні та глобальні екологічні проблеми, зокрема у контексті боротьби проти змін клімату. 
За умови зміцнення ролі ЄС щодо протидії змінам клімату він залишатиметься світовим лідером у боротьбі з глобальним потеплінням. 
Енергетика. Лісабонський договір містить нові положення, які забезпечують належне функціонування енергетичного ринку. Зокрема йдеться про положення, які стосуються енергопостачання та досягнення ефективності та економії енергії, а також розвитку нових та відновлюваних джерел. 
Для всіх держав-членів ЄС безпека енергопостачання є ключовим питанням майбутнього. 
Договір підтверджує відданість ЄС ідеї спільної європейської політики у сфері стабільної та збалансованої енергетики. 
Також Лісабонський договір забезпечує нові засади для співпраці держав-членів ЄС у спорті, сферах гуманітарної допомоги, цивільного захисту, туризму та дослідження космосу. 
Права людини 
Лісабонський договір визнає права, свободи та принципи, визначені у Хартії засадничих прав та робить її юридично обов’язковою. 
Держави-члени ЄС підписали Хартію 2000 року. 
Статус Хартії як юридично обов’язкової означає, що під час підготовки та імплементації своїх законів ЄС повинен дотримуватися прав, що їх визначено в тексті Хартії. Держави-члени Союзу мають робити так само під час імплементації законодавства ЄС у себе. 
Права, які повинен мати кожен, включають захист особистих даних, право на притулок, рівність перед законом, заборону дискрімінації, рівність між чоловіками та жінками, права дітей та літніх людей, а також важливі соціальні права на кшталт захисту від нечесного звільнення та доступу до соціальної безпеки та допомоги. 
Договір також надасть ЄС можливість приєднатися до Європейської Конвенції з прав людини. Ця конвенція та Європейський Суд з прав людини, який стежить за її дотриманням, є основою захисту прав людини у Європі.

## Інституційні зміни
Лісабонський договір уточнює:
• які владні повноваження належать компетенції ЄС, 
• які владні повноваження належать компетенції держав-членів ЄС, 
• які владні повноваження спільно належать і ЄС, і державам-членам Союзу. Договір чіткіше, ніж раніше, визначає межі владних повноважень ЄС. Основним правилом є те, що Європейський Союз зможе впливати лише в межах тих владних повноважень, які надали йому держави-члени. Він повинен поважати той факт, що усі інші владні повноваження залишаються у держав-членів ЄС. 
• ЄС має ексклюзивні владні повноваження у сферах дотримання правил конкуренції, монетарної політики єврозони та спільної торговельної політики. 
• Держави-члени ЄС мають першочергову відповідальність у сферах охорони здоров’я, освіти та промисловості. 
• ЄС та його держави-члени мають спільну компетенцію у сферах внутрішнього ринку, сільського господарства, транспорту та енергетики.

Спільне прийняття рішень використовуватиметься в нових сферах політики, збільшуючи повноваження парламенту.

### Європейська комісія
Комісія Європейських Спільнот була офіційно перейменована на Європейську комісію.
Європейська Комісія створена для незалежного представництва інтересів ЄС як єдиного цілого. Вона звітує перед Європейським Парламентом. 
Єврокомісія є єдиною інституцією Союзу, наділеною правом ініціювати законопроєкти. Комісія також реалізує політику ЄС у різних сферах, забезпечує виконання бюджету, керує програмами ЄС, представляє його на міжнародних переговорах, а також забезпечує правильне застосування договорів ЄС. 
На засіданні Європейської Ради у грудні 2008 року голови держав та урядів погодилися, що до складу Комісії входитимуть по одному представнику від кожної держави-члена ЄС.

### Європейська рада
Європейська рада складається з голів держав та урядів країн-членів ЄС: прем’єр-міністрів та президентів. Вона визначає політичне спрямування та пріоритети Європейського Союзу. 
Європейська рада офіційно отримує статус інституції ЄС, таким чином відокремлюючись від Ради міністрів. Вона продовжує складатися з глав держав або урядів держав-членів Союзу, а також (без права голосу) Президента Європейської Комісії та свого президента. 
Створено нову посаду Президента Європейської Ради, якого її члени обирають на термін до 5 років. Першим Президентом ЄР обрано Германа Ван Ромпея, який до того обіймав посаду прем’єр-міністра Бельгії. 
Наявність посади Президента Європейської Ради надає діям ЄС більшої видимості та послідовності. Президент головує на засіданнях Ради, спрямовує її роботу та представляє ЄС на найвищому рівні за кордоном. До набуття Лісабонським договором чинності у Європейській Раді головували голови держав, які позмінно очолювали ЄС протягом шести місяців свого Головування. 

### Європейський Парламент
Європейський парламент - це інституція ЄС, депутатів якої напряму обирають громадяни держав Союзу і яка їх представляє. 
Лісабонський договір збільшує кількість сфер, в яких Європейський Парламент буде виконувати законотворчу роботу спільно з Радою Міністрів. Також він зміцнює свої повноваження щодо бюджету ЄС. 
Спільна законотворча діяльність Європейського Парламенту та Ради Міністрів називається спільним ухваленням рішень.  Відтепер процедура спільного ухвалення рішень стала „звичайною законотворчою процедурою”. Це посилює законодавчу владу ЄП. 

### Рада Європейського Союзу
Раду Європейського Союзу називають також Радою Міністрів. Вона складається з 27 державних міністрів, які представляють кожну державу-члена ЄС. 
Рада є ключовим органом ухвалення рішень, який координує економічну політику ЄС та відіграє центральну роль у зовнішній та безпековій політиці. Вона поділяє законотворчу та бюджетну компетенції з Європейським Парламентом. 
Після набуття Лісабонським договором чинності голосування кваліфікованою більшістю стає поширенішим, ніж одностайне голосування. 
Від 2014 року почне діяти система, яка називається “подвійною більшістю”: рішення Ради потребуватимуть підтримки 55% держав-членів, які представляють щонайменше 65% населення Європи.
Новацією Договору є також те, що у Раді Міністрів закордонних справ головуватиме Високий представник Європейського Союзу з закордонних справ та безпекової політики, який одночасно є Віце-президентом Європейської Комісії. 
В інших галузях, таких як сільське господарство, фінанси та енергетика, у Раді буде продовжувати головувати міністр країни, що протягом чергових 6-ти місяців є країною-головою ЄС. 

### Центральний банк
Європейський центральний банк отримав офіційний статус інституції ЄС, а Європейська рада отримала право призначати президентів Європейського центрального банку кваліфікованою більшістю голосів. Щодо пов’язаної теми, євро став офіційною валютою Союзу (хоча це не впливає на відмову або процес розширення єврозони).

### Суд Європейського союзу
Відповідно до Лісабонського договору Суд першої інстанції було перейменовано на Загальний суд. Трибунал цивільної служби та Суд Справедливости (раніше називався Судом Європейських Спільнот, а після Лісабонського договору офіційно називався лише Судом) разом із Загальним судом були створені як підсуди новий інститут ЄС отримав назву Суд Європейського Союзу.
Юрисдикція судів як і раніше була виключена з питань зовнішньої політики, хоча була нова юрисдикція для перегляду зовнішньополітичних санкцій, а також певних питань «Зони свободи, безпеки та справедливости» (AFSJ), які не стосувалися поліцейської діяльности та кримінальної співпраці.

### Національні парламенти
Лісабонський договір розширив роль парламентів держав-членів у законодавчих процесах ЄС, надавши їм попередній аналіз законодавчих пропозицій, перш ніж Рада та Парламент зможуть прийняти свою позицію. Лісабонський договір передбачає, що національні парламенти «сприяють належному функціонуванню Союзу» через отримання проектів законодавства ЄС, стеження за дотриманням принципу субсидіарності, участь у механізмах оцінки реалізації політики Союзу в простір свободи, безпеки та правосуддя, участь у політичному моніторингу Європолу та оцінці діяльності Євроюсту, отримання повідомлень про заявки на вступ до ЄС, участь у міжпарламентській співпраці між національними парламентами та з Європейським парламентом.
Лісабонський договір дозволяє національним парламентам вісім тижнів вивчати законодавчі пропозиції, внесені Європейською комісією, і приймати рішення, чи надсилати обґрунтований висновок із зазначенням того, чому національний парламент вважає це несумісним із принципом субсидіарности. Національні парламенти можуть проголосувати за перегляд цього заходу. Якщо одна третина (або одна чверть, якщо запропоновані заходи ЄС стосуються свободи, правосуддя та безпеки) національних парламентів виступають за перегляд, Комісія повинна буде переглянути цей захід і, якщо вона вирішить залишити його в силі, повинна надати обґрунтовану відповідь. думку законодавця Союзу щодо того, чому він вважає цей захід сумісним із субсидіарністю.

### Зовнішні відносини та безпека
Високий представник Європейського Союзу з закордонних справ та безпекової політики, Віце-президент Європейської Комісії 
Згідно з Лісабонським договором, у ЄС створено нову посаду керівника спільної зовнішньої та безпекової політики і спільної оборонної політики. Запровадження посади Високого представника Європейського Союзу з закордонних справ та безпекової політики, який одночасно є Віце-президентом Європейської Комісії, є вагомою новацією. Першою на цю посаду було призначено Кетрін Ештон, котра доти працювала Комісаром ЄС з питань торгівлі. Нині вона у своїй діяльності поєднує функції двох посад, які існували раніше: Високого представника зі спільної зовнішньої та безпекової політики та Комісара ЄС із зовнішніх відносин. 
Високий представник Європейського Союзу з закордонних справ та безпекової політики призначається Європейською Радою. Він (вона) головує у Раді міністрів закордонних справ та водночас є Віце-президентом Європейської Комісії. Високий представник має вносити пропозиції щодо сфери його компетенції, здійснювати зовнішню політику від імені Ради та представляти позицію ЄС на міжнародній арені. 
Верховний представник Союзу із закордонних справ і політики
Європейська рада за погодженням разом з головою Єврокомісії, кваліфікованою більшістю призначає верховного представника Союзу з питань зовнішньої політики і політики безпеки (ст. 9е Договору про ЄС). 
Верховний представник буде здійснювати загальну зовнішню політику і політику безпеки Європейського союзу шляхом внесення пропозицій і реалізації вже досягнутих домовленостей. Головне нововведення Договору про реформу полягає в тому, що він буде очолювати Раду з міжнародних відносин. Верховний представник одночасно також є одним з віце-представників Комісії, в сферу компетенції якого входять зовнішні зв'язки ЄС зі світом.

#### Взаємна солідарність
Згідно з Лісабонським договором, держави-члени повинні надавати допомогу, якщо держава-член стала жертвою терористичного нападу або стала жертвою природного чи техногенного лиха, (але будь-які спільні військові дії підпадають під дію положень статті 31 Конвенції Консолідований Договір Європейського Союзу, який визнає різні національні проблеми). Крім того, деякі положення договорів були змінені, щоб включити солідарність у питаннях енергопостачання та зміни енергетичної політики в ЄС.

#### Перспективи оборони
Договір передбачає, що Європейська політика безпеки та оборони призведе до спільної оборони ЄС, коли Європейська Рада одностайно вирішить це зробити, і за умови, що всі держави-члени дадуть своє схвалення через свої звичайні конституційні процедури. Крім того, сфера оборони стала доступною для посиленої співпраці, потенційно дозволяючи оборонну інтеграцію, яка виключає країни-члени, які проводять політику нейтралітету. Передбачається, що країни зі значним військовим потенціалом сформують Постійне структуроване співробітництво в галузі оборони.

### Визначені сфери політики
У Лісабонському договорі розподіл повноважень у різних сферах політики між державами-членами та Союзом чітко визначено у трьох наступних категоріях:
| Виключна компетенція |

| Спільна компетенція |

| Допоміжна компетенція |

| «Союз має виняткову компетенцію в законодавстві та укладанні міжнародних угод, коли це передбачено в законодавчих актах Союзу». |
| - митний союз - встановлення правил конкуренції, необхідних для функціонування внутрішнього ринку - монетарна політика щодо держав-членів, валютою яких є євро - збереження морських біологічних ресурсів відповідно до спільної рибальської політики - Спільна комерційна політика - укладення окремих міжнародних договорів |

| «Держави-члени здійснюють свою компетенцію тією мірою, якою Союз не скористався своєю компетенцією». |
| - внутрішній ринок - соціальна політика щодо аспектів, визначених у цьому Договорі - економічна, соціальна та територіальна згуртованість - сільське господарство та рибальство, за винятком збереження морських біологічних ресурсів - довкілля - захист прав споживачів - транспорт - транс'європейські мережі - енергія - простір свободи, безпеки та юстиції - загальні проблеми безпеки в питаннях охорони здоров'я для аспектів, визначених у цьому Договорі |

| «Союз має компетенцію за умови, що здійснення цієї компетенції не перешкоджатиме державам-членам здійснювати свою власну компетенцію». |
| - наукові дослідження, технологічний розвиток і космос - розвиток співробітництва, гуманітарна допомога                                |

| «Союз визначає умови, за якими держави-члени координують свою політику».                                                                  |
| - координація економічної політики, політики зайнятости та соціальної політики - спільна зовнішня політика та політика безпеки та оборони |

| «Союз має в своєму розпорядженні компетенцію здійснювати діяльність, спрямовану на підтримку, координацію або доповнення діяльності держав-членів, не підмінюючи при цьому їх компетенцію в цих сферах». |
| - захист і зміцнення здоров'я людей - промисловість - культура - туризм - освіта, молодь, спорт та професійне навчання - цивільний захист (попередження катастроф) - адміністративне співробітництво     |

### Процедура вступу та виходу
Пропозиція закріпити в договорі Копенгагенські критерії для подальшого розширення не була повністю прийнята, оскільки існували побоювання, що це призведе до того, що останнє слово щодо того, хто може приєднатися до ЄС, матимуть судді Суду Справедливости, а не політичні лідери.
Договір вводить пункт про вихід для членів, які хочуть вийти з Союзу. Це формалізує процедуру, стверджуючи, що держава-член повинна повідомити Європейську Раду, перш ніж вона зможе припинити своє членство, і тоді між Союзом і цією державою буде узгоджено угоду про вихід, причому Договори перестануть застосовуватися до цієї держави з дати угоди або, за відсутності цього, протягом двох років з моменту повідомлення, якщо держава та Рада не погодяться продовжити цей період. Було кілька випадків, коли територія перестала бути частиною Спільноти, наприклад, Ґренландія в 1985 році, хоча жодна держава-член ніколи не виходила з нього на момент ратифікації Лісабонського договору. До того, як Лісабонський договір набув чинности, питання про те, чи має країна-член законне право вийти з Союзу, було неясним. 30 березня 2017 року Сполучене Королівство оголосило про намір вийти з Європейського Союзу. Після переговорів щодо угоди про вихід з ЄС Сполучене Королівство покинуло Союз 31 січня 2020 року.
Нове положення Лісабонського договору полягає в тому, що статус заморських територій Франції, Нідерландів і Данії можна змінити легше, не вимагаючи повного перегляду договору. Натомість Європейська Рада може за ініціативою відповідної держави-члена змінити статус заморської країни або території (OCT) на найвіддаленіший регіон (OMR) або навпаки. Це положення було включено за пропозицією Нідерландів, які досліджували майбутнє Нідерландських Антильських островів і Аруби в Європейському Союзі в рамках процесу інституційної реформи, що відбувався на Нідерландських Антильських островах.

## Процедури перегляду договору
Лісабонський договір створює два різні шляхи для подальших змін до договорів Європейського Союзу: звичайну процедуру перегляду, яка загалом подібна до нинішнього процесу, оскільки передбачає скликання міжурядової конференції, та спрощену процедуру перегляду, згідно з якою Частина третя Договору про функціонування Європейського Союзу, яке стосується політики та внутрішніх дій Союзу, може бути змінено одностайним рішенням Європейської Ради за умови ратифікації всіма членами станів у звичайному порядку.
Договір також передбачає перехідні положення, які дозволяють Європейській Раді одноголосно прийняти рішення про перехід від одностайного голосування до голосування кваліфікованою більшістю та перехід від спеціальної законодавчої процедури до звичайної законодавчої процедури.

### Звичайна процедура
1. Пропозиції щодо внесення змін до договорів подаються державою-членом, Європейським парламентом або Європейською комісією до Ради міністрів, яка, у свою чергу, подає їх до Європейської ради та повідомляє державам-членам. Немає обмежень щодо того, які поправки можуть бути запропоновані.
2. Європейська Рада після консультацій з Європейським Парламентом і Комісією голосує за розгляд пропозицій на основі простої більшості, а потім:
  - Президент Європейської Ради скликає з’їзд, до якого входять представники національних парламентів, урядів, Європейського парламенту та Європейської комісії, для подальшого розгляду пропозицій. У належний час Конвенція надає свої остаточні рекомендації Європейській Раді.
  - Або Європейська Рада вирішує, за згодою Європейського Парламенту, не скликати конвенцію, а сама встановлює завдання для міжурядової конференції.
3. Президент Європейської Ради скликає міжурядову конференцію, до складу якої входять представники урядів кожної країни-члена. Конференція розробляє та доопрацьовує угоду на основі рекомендацій Конвенції або кругу повноважень Європейської Ради.
4. Лідери ЄС підписують угоду.
5. Тоді всі держави-члени повинні ратифікувати договір «відповідно до своїх відповідних конституційних вимог», якщо він хоче набути чинности.

### Спрощена процедура
1. Пропозиції щодо внесення змін до частини третьої Договору про функціонування Європейського Союзу подаються державою-членом, Європейським парламентом або Європейською комісією до Ради міністрів, яка, у свою чергу, подає їх до Європейської ради та повідомляє державам-членам. Запропоновані зміни не можуть розширити повноваження Спільноти.
2. Європейська рада після консультацій з Європейським парламентом і Комісією одноголосно голосує за ухвалення рішення про внесення змін до частини третьої на основі пропозицій.
3. Усі країни-члени повинні схвалити рішення «відповідно до своїх відповідних конституційних вимог», якщо воно має набути чинности.

### Перехідні положення[en]
Договір також дозволяє змінювати процедури голосування без внесення змін до договорів ЄС. Згідно з цим пунктом, Європейська Рада може, отримавши згоду Європейського Парламенту, одноголосно проголосувати за:
- дозволити Раді міністрів діяти на основі кваліфікованої більшості в тих сферах, де раніше вони повинні були діяти на основі одноголосності. (Це недоступно для рішень, які стосуються оборони чи військової сфери)

Рішення Європейської Ради про використання будь-якого з цих положень може набути чинности лише в тому випадку, якщо через шість місяців після того, як всі національні парламенти були повідомлені про це рішення, ніхто проти нього не заперечує.

## Право на неучасть

### Право на неучасть у юстиції та внутрішніх справ
Згідно з колишньою третьою підвалиною, Рада міністрів могла вживати заходів, пов'язаних з правосуддям і внутрішніми справами. Ці закони не входили до системи права Європейської Спільноти, і мали лише факультативну юрисдикцію Суду Справедливости. Комісія не могла порушити примусовий позов проти будь-якої держави-члена за невиконання або неналежне виконання заходів третього рівня.
Сполучене Королівство та Ірландія мали можливість гнучкого відмови від заходів у сфері юстиції та внутрішніх справ і могли брати участь у них у кожному конкретному випадку. Відповідно до Лісабонського договору, обмеження повноважень Суду і Комісії були скасовані після п’ятирічного перехідного періоду, який закінчився 30 листопада 2014 року.
Щоб уникнути підпорядкування юрисдикції Суду і примусових дій Комісії, Сполучене Королівство домовилося про право на неучасть. У жовтні 2012 року уряд Сполученого Королівства оголосив, що має намір скористатися правом на неучасть, а потім вибірково повернутися до певних заходів.

## Хронологія
| Підписаний Діє з Документ      | 1948 Брюссельський договір                                         | 1951 1952 Паризький договір                                                       | 1954 1955 Поправки до Брюссельського договору                                     | 1957 1958 Римські договори                                                        | 1965 1967 Договір злиття                        | 1975 Н/Д Висновки Європейської ради             | 1985 Шенгенська угода                         | 1986 1987 Єдиний європейський акт             | 1992 1993 Маастрихтський договір              | 1992 1993 Маастрихтський договір | 1997 1999 Амстердамський договір | 2001 2003 Ніццький договір | 2007 2009 Лісабонська угода | 2007 2009 Лісабонська угода |  |  |  |  |  |  |  |
|                                |                                                                    |                                                                                   |                                                                                   |                                                                                   |                                                 |                                                 |                                               |                                               |                                               |                                  |                                  |                            |                             |                             |  |  |  |  |  |  |  |
| Підвалини Європейського Союзу: |                                                                    |                                                                                   |                                                                                   |                                                                                   |                                                 |                                                 |                                               |                                               |                                               |                                  |                                  |                            |                             |                             |  |  |  |  |  |  |  |
| Європейські спільноти          |                                                                    |                                                                                   |                                                                                   |                                                                                   |                                                 |                                                 |                                               |                                               |                                               |                                  |                                  |                            |                             |                             |  |  |  |  |  |  |  |
|                                | Європейська спільнота з атомної енергії (Євратом)                  |                                                                                   |                                                                                   |                                                                                   |                                                 |                                                 |                                               |                                               |                                               |                                  |                                  |                            |                             |                             |  |  |  |  |  |  |  |
|                                |                                                                    |                                                                                   | Європейська спільнота з вугілля та сталі (ЄСВС)                                   | Європейська спільнота з вугілля та сталі (ЄСВС)                                   | Європейська спільнота з вугілля та сталі (ЄСВС) | Європейська спільнота з вугілля та сталі (ЄСВС) | Термін дії договору минув у 2002 р.           | Термін дії договору минув у 2002 р.           | Термін дії договору минув у 2002 р.           |                                  | Європейський Союз (ЄС)           | Європейський Союз (ЄС)     |                             |                             |  |  |  |  |  |  |  |
|                                |                                                                    |                                                                                   | Європейська економічна спільнота (ЄЕС)                                            |                                                                                   |                                                 |                                                 |                                               |                                               |                                               |                                  | Європейський Союз (ЄС)           | Європейський Союз (ЄС)     |                             |                             |  |  |  |  |  |  |  |
|                                |                                                                    |                                                                                   |                                                                                   | Шенгенська угода                                                                  |                                                 |                                                 | Європейська спільнота (ЄС)                    | Європейська спільнота (ЄС)                    |                                               |                                  | Європейський Союз (ЄС)           | Європейський Союз (ЄС)     |                             |                             |  |  |  |  |  |  |  |
|                                |                                                                    | Співробітництво TREVI (тероризм, радикалізм, екстремізм та міжнародне насильство) | Співробітництво TREVI (тероризм, радикалізм, екстремізм та міжнародне насильство) | Співробітництво TREVI (тероризм, радикалізм, екстремізм та міжнародне насильство) | Правосуддя та внутрішні справи                  |                                                 | Європейська спільнота (ЄС)                    | Європейська спільнота (ЄС)                    |                                               |                                  | Європейський Союз (ЄС)           | Європейський Союз (ЄС)     |                             |                             |  |  |  |  |  |  |  |
|                                | Співробітництво між поліцією та правосуддям у кримінальних справах | Співробітництво TREVI (тероризм, радикалізм, екстремізм та міжнародне насильство) | Співробітництво TREVI (тероризм, радикалізм, екстремізм та міжнародне насильство) | Співробітництво TREVI (тероризм, радикалізм, екстремізм та міжнародне насильство) | Правосуддя та внутрішні справи                  |                                                 |                                               |                                               |                                               |                                  | Європейський Союз (ЄС)           | Європейський Союз (ЄС)     |                             |                             |  |  |  |  |  |  |  |
|                                |                                                                    |                                                                                   |                                                                                   |                                                                                   | Європейська політична співпраця                 | Спільна зовнішня та безпекова політика (СЗБП)   | Спільна зовнішня та безпекова політика (СЗБП) | Спільна зовнішня та безпекова політика (СЗБП) | Спільна зовнішня та безпекова політика (СЗБП) |                                  | Європейський Союз (ЄС)           | Європейський Союз (ЄС)     |                             |                             |  |  |  |  |  |  |  |
| Неконсолідовані органи         | Неконсолідовані органи                                             | Західноєвропейський союз (ЗЄС)                                                    | Західноєвропейський союз (ЗЄС)                                                    | Західноєвропейський союз (ЗЄС)                                                    | Західноєвропейський союз (ЗЄС)                  | Західноєвропейський союз (ЗЄС)                  | Західноєвропейський союз (ЗЄС)                |                                               |                                               |                                  |                                  | Європейський Союз (ЄС)     |                             |                             |  |  |  |  |  |  |  |
| Неконсолідовані органи         | Неконсолідовані органи                                             | Західноєвропейський союз (ЗЄС)                                                    | Західноєвропейський союз (ЗЄС)                                                    | Західноєвропейський союз (ЗЄС)                                                    | Західноєвропейський союз (ЗЄС)                  | Західноєвропейський союз (ЗЄС)                  | Західноєвропейський союз (ЗЄС)                | Припинив існування у 2011 р.                  |                                               |                                  |                                  |                            |                             |                             |  |  |  |  |  |  |  |
|                                |                                                                    |                                                                                   |                                                                                   |                                                                                   |                                                 |                                                 |                                               |                                               |                                               |                                  |                                  |                            |                             |                             |  |  |  |  |  |  |  |